# Обыкновенная щиповка
Обыкновенная щиповка (лат. Cobitis taenia) — самая маленькая рыба семейства вьюновых.

## Описание
Тело щиповки сильно сжатое с боков, особенно в области головы. Под глазом двураздельный шип, 6 усиков около рта. Маленькая речная рыбка, крупнейшие экземпляры щиповки редко бывают длиной больше 10 сантиметров. Самки крупнее самцов.
Окраска пёстрая, но не яркая, основной тон серый, светло-жёлтый или бурый, по которому разбросаны маленькие тёмные пятнышки, наибольшие из них расположены продольными рядами. У самцов на больших грудных плавниках, с внутренней стороны, есть особая чешуя под названием Канестрини.
Распространена в чистых водоёмах России к югу от 60° с. ш. Встречается в водоёмах Европы от Великобритании до бассейна Волги и Кубани. Питается щиповка мелкими беспозвоночными. Щиповка предпочитает песчано-глинистый грунт, в который легко закапывается, обычно из песка торчат только голова и хвост. Питается преимущественно мелкой донной животной пищей. Икра у щиповки крупная, её диаметр колеблется от 1,9 до 3 миллиметров.
Щиповка очень живуча и считается хорошей наживкой для ловли хищных рыб; в пищу почти не употребляется. Также подходит для содержания в аквариумах.

## Другие названия
- Вьюн, сик, кусака, каменный сос, сука[2].